# Kodori (rivier)
De Kodori (Abchazisch: Кәдры, Kwdry; Georgisch: კოდორი, Kodori) is de grootste rivier in Abchazië met zijn debiet van 144 m³/s en een oppervlakte van 2.051 km². Het is met 105 kilometer de op een na langste rivier in Abchazië, na de Bzipi.